# Santi Buglioni
Santi Buglioni, właśc. Santi di Michele Viviani (ur. 20 grudnia 1494 we Florencji, zm. 27 listopada 1576 tamże) – włoski rzeźbiarz, spadkobierca sekretów pracowni rzeźbiarskiej (wł. bottega) innej włoskiej rodziny – Della Robbich. Pracował dla florenckiego rodu Medyceuszy.

## Życiorys
Santi uczył się rzemiosła rzeźbiarskiego u boku swego wuja ze strony ojca Benedetta Buglioniego aż do jego śmierci w 1521. Po wuju odziedziczył zobowiązania związane z dokończeniem zamówionych dzieł, stając się przy ich wykonywaniu coraz to bardziej samodzielnym. Po śmierci Giovanniego della Robbia w 1529 był jedynym spadkobiercą sekretów bottegi przy Via Guelfa we Florencji. Zapewne już wtedy zrodziła się legenda dotycząca wykradzenia receptur, którą potem przytoczył szesnastowieczny histograf sztuki Giorgio Vasari. Rodzina Buglionich miała wejść w posiadanie owych przepisów, według których w pracowni Della Robbich wytwarzano masę ceramiczną, posługując się kobietą pracującą w domu Della Robbich. Miało do tego dojść w roku 1529, kiedy Luca della Robbia wyjechał wraz ze swą drugą żoną Bartolomeą di Leonardo Altoviti do Francji z obawy przed epidemią dżumy.

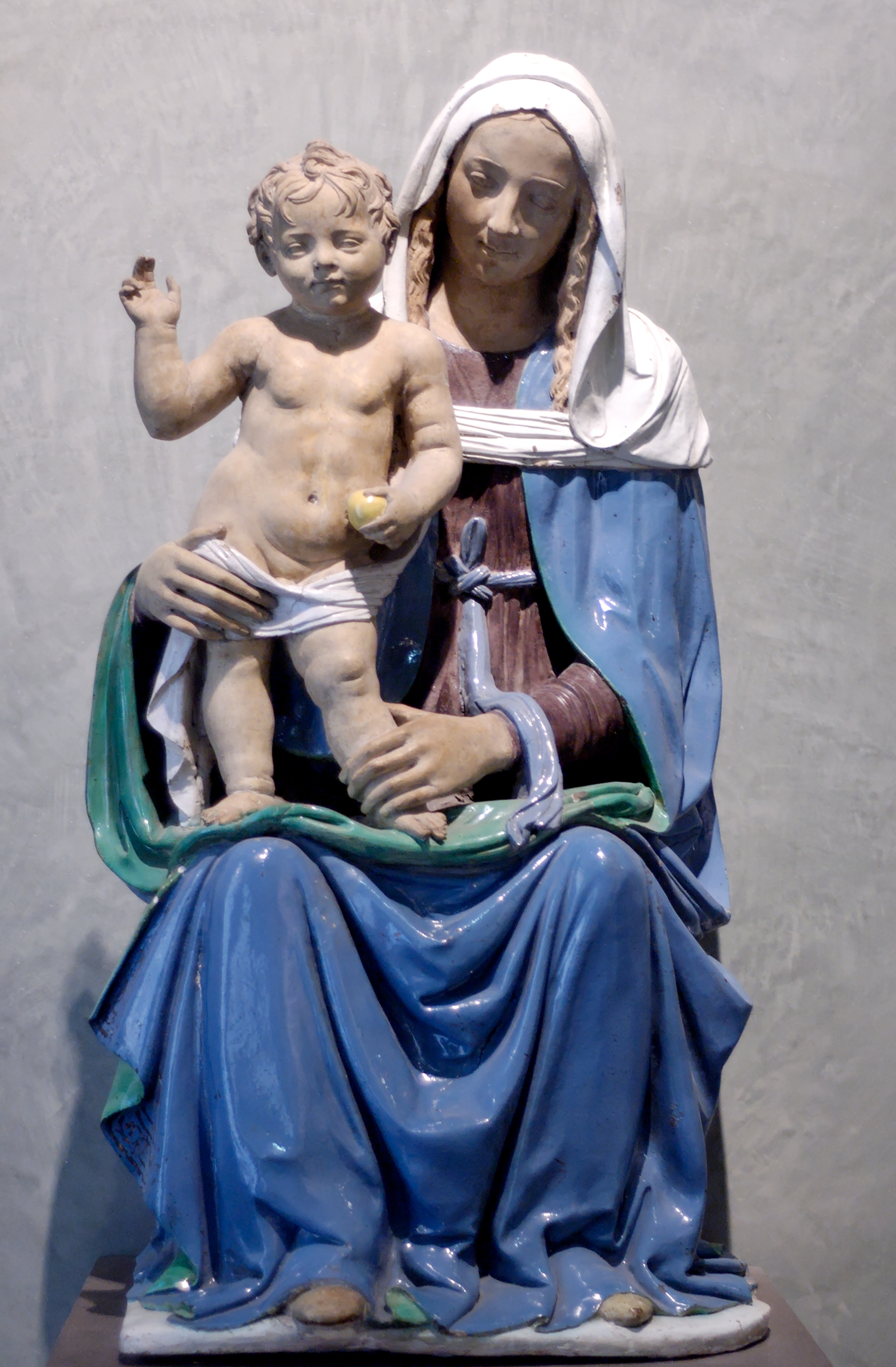
Madonna z Dzieciątkiem, Luwr

Santi Buglioni tworzył rzeźby i dekoracje architektoniczne, m.in. nastawy ołtarzowe. W latach 1526–1528 przebywał w Pistoi, wykonując najważniejsze dzieło swego życia, dekorację fryzu szpitala Del Ceppo.
Dwukrotnie przygotowywał dekorację ślubną: w 1539 na ślub księcia Cosimo I Medici z Eleonorą z Toledo, a następnie w 1565 na ślub Francesco de Medici z Joanną Austiaczką.
Pod koniec życia oślepł. Zmarł 27 listopada 1576. Pochowany został w kościele Santa Maria Maggiore we Florencji. W Księdze zmarłych tej świątyni zapisany został jako Santi di Michele Viviani. Nazwiskiem Viviani tytułował się później jego syn i inni potomkowie, wśród których biograf Galileo Galilei Vincenzo Viviani.

## Dzieła
- Nastawa ołtarzowa dla kościoła św. Anioła w Badia Tedala (lata 20. XVI wieku),
- Tabernakulum ze świętymi Piotrem i Pawłem, dla kościoła Św. Piotra w Cintoia (Greve in Chianti), obecnie w kościele w La Panca,
- Pietà dla sanktuarium w La Verna (Chiusi della Verna) (ok. 1520–1530),
- Zdjęcie z krzyża, Montedoglio (ok. 1520-1530),
- Noli me tangere dla Palazzo del Bargello we Florencji (ok. 1520-1530),

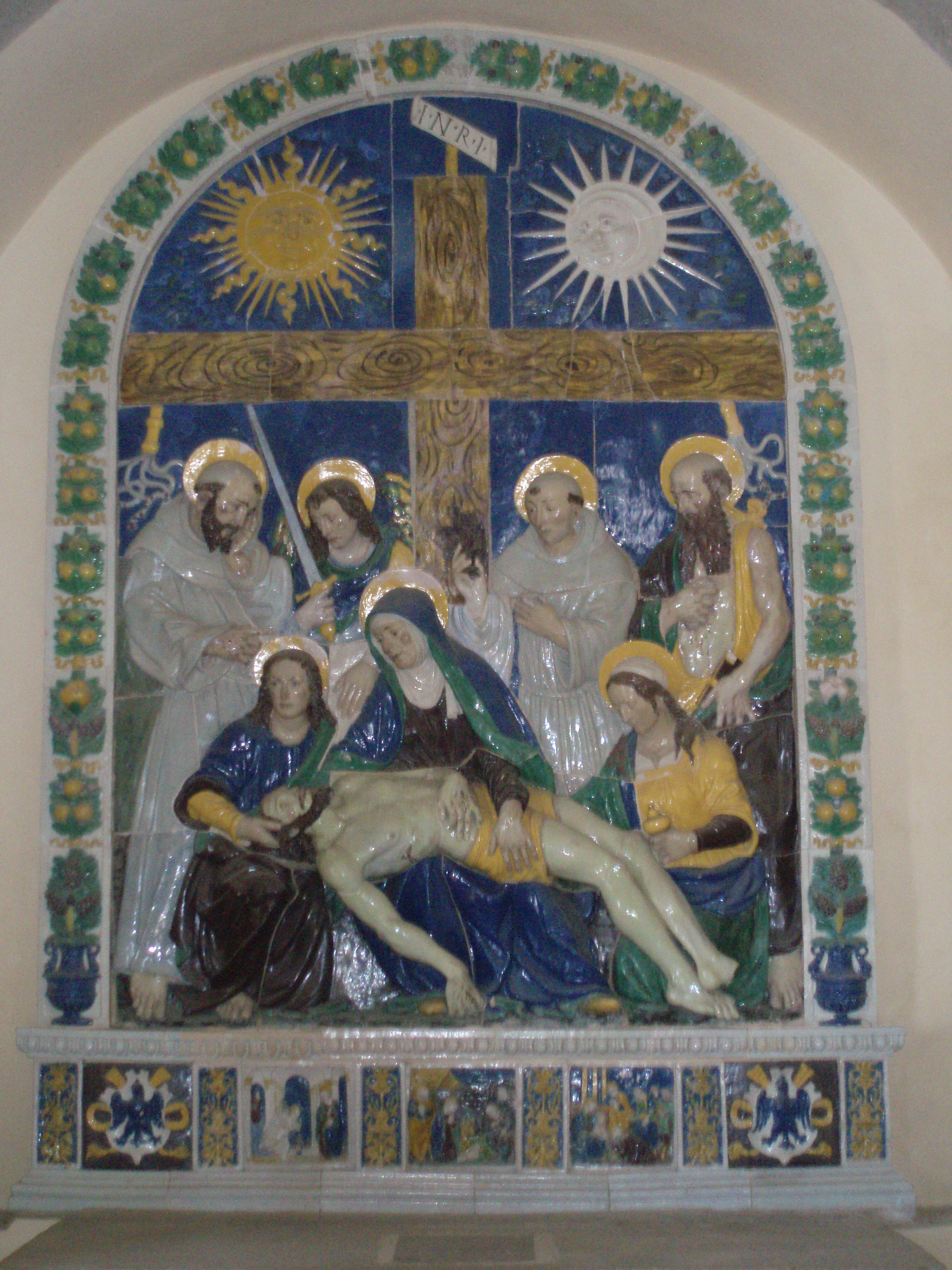
Pietà, Sanktuarium w La Verna

- Madonna z Dzieciątkiem i Świętymi Rochem i Sebastianem dla kościoła Madonna del Ponte w Stia (1531),

- Madonna z Dzieciątkiem i św. Jakubem Większym oraz Giovannim Gualbertim, ceramika kryta szkliwem dla opactwa w Vallombrosa (lata 20.-30. XVI wieku),
- Dekoracja fasady Spedale del Ceppo w Pistoi (ok. 1526–1528),
- Pomnik Giovanniego dalle Bande Nere we Florencji, razem z Niccolò Tribolo (1539),
- Posadzka dla Biblioteca Medicea Laurenziana, według projektu Niccolò Tribolo,
- Posadzka Palazzo Vecchio we Florencji,
- Cyborium z adorującymi aniołami, dla kościoła Św. Sylwestra w Convertoie, znajduje się w Prepozyturze Świętego Krzyża w Greve in Chianti,
- Posadzka groty Madama w ogrodzie Boboli we Florencji,
- Cyborium dla kościoła Pieve di Santa Maria Assunta w Stia (1526),
- Madonna z Dzieciątkiem dla kościoła w Carda (Castel Focognano),
- Dekoracja ze sceną Zwiastownia w portalu Oratorium św. Piotra we Florencji,
- Głowa Michelangelo Buonarrotiego, po śmierci artysty w 1564.

Niektóre dzieła Santiego Buglioniego znajdują się w muzeum w Palazzo del Bargello we Florencji, w tej samej sali, w której wystawiane są dzieła Giovanniego della Robbia. Obaj artyści tworzyli w tym samym stylu. Rzeźby artysty stanowią też część kolekcji innych wielkich muzeów, jak np. muzeum w Luwrze.